# أشلي ديانا موريس
أشلي ديانا موريس هي عارضة وممثلة كندية، ولدت في 7 ديسمبر 1988 في تورونتو في كندا.

## وصلات خارجية
- الموقع الرسمي